# Ernst Hörnicke
Ernst Hörnicke (* 10. Mai 1898 in Zerbst, Anhalt; † 7. Januar 1981 in Ludwigsfelde) war ein deutscher Politiker (KPD).

## Leben und Wirken

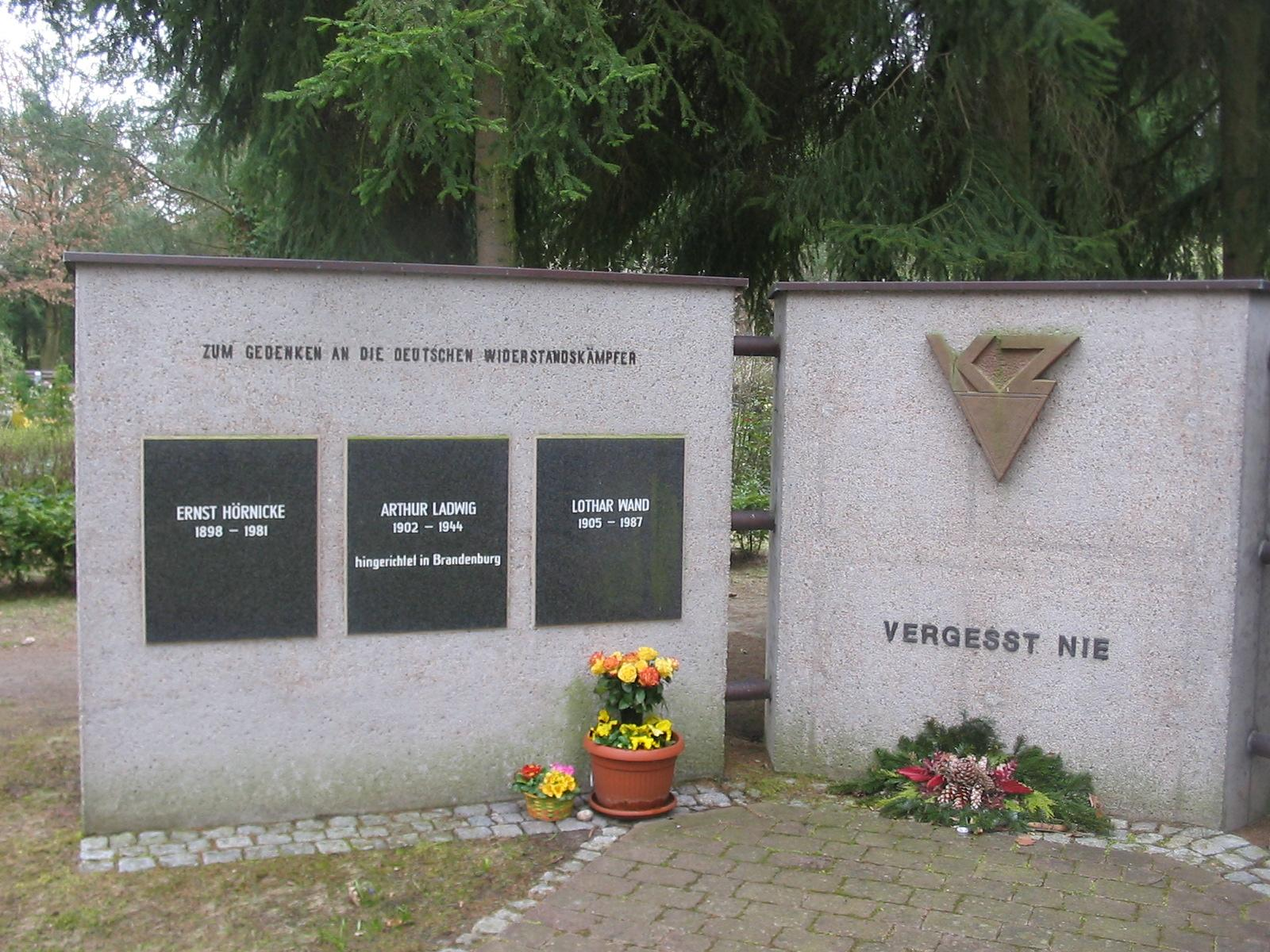
Gedenkstein auf dem Friedhof Ludwigsfelde

Ernst Hörnicke besuchte die Volksschule in Zerbst. Danach absolvierte er eine Lehre zum Maschinenschlosser und arbeitete einige Jahre in seinem erlernten Beruf.
Nach dem Ersten Weltkrieg trat Hörnicke in die Kommunistische Partei Deutschlands ein. Im September 1930 wurde Hörnicke als Kandidat der KPD für den Wahlkreis 10 (Magdeburg) in den Reichstag gewählt, dem er bis zu den Juliwahlen des Jahres 1932 angehörte.
Nach der „Machtergreifung“ der Nationalsozialisten befand sich Hörnicke ab Juni 1933 für neun Monate in „Schutzhaft“ im KZ Oranienburg. Nach einem Bericht des ehemaligen SPD-Abgeordneten und Mithäftlings Gerhart Seger gehörte Hörnicke zu einer aus ehemaligen Abgeordneten gebildeten Putzkolonne, die Oranienburg von den „Spuren früherer Wahlkämpfe“ zu reinigen hatte. Im Zuge der „Aktion Gitter“ wurde Hörnicke am 23. August 1944 erneut inhaftiert und im KZ Buchenwald festgehalten. Im Januar 1945 wurde er ins Magdeburger Polizeigefängnis überstellt.
Es folgte ein längerer Aufenthalt in einem Tbc-Sanatorium. Danach war Hörnicke ab Oktober 1948 Mitglied der Landeskommission für Staatliche Kontrolle Sachsen-Anhalt. In den Jahren 1949 bis 1957 war er als Kaderleiter verschiedener volkseigener Betriebe in Halle, Suhl und zuletzt im VEB Industriewerke Ludwigsfelde tätig.